# Wongarrie Pool
Der Wongarrie Pool ist ein See im Westen des australischen Bundesstaates Western Australia. 
Der See liegt am Unterlauf des Lyons River nördlich von Lyons River. 